# 副班長
副班長，是班長的助手，一般泛指軍中的職位，地位僅次於班長，但也可以是學校中經由班導師指派，協助一班之長，並在必要時代理其職務的人所擁有的頭銜。

## 基本職務
- 協助班長。
- 負責內務衛生和班級內士兵們的思想指導工作。
- 帶領新兵們適應部隊生活。
- 教導新兵基本生活技能。
- 緩和士兵之間的矛盾。

## 引申义
体育赛事中，“副班长”用于形容排名末位者。此说法源自部队行军时，班长通常位列队列最前，而副班长往往负责殿后，列于队列末尾。